# Tiborjanci
Tiborjanci su naselje u Hrvatskoj, regiji Slavoniji u Osječko-baranjskoj županiji i nalaze se u sastavu grada Belišća.

## Zemljopisni položaj
Tiborjanci se nalazi na 94 metara nadmorske visine u nizini istočnohrvatske ravnice. Selo se nalazi oko 1 km zapadno od državne ceste D34 Valpovo – Donji Miholjac. Susjedna naselja: istočno Belišće i Kitišanci, zapadno Veliškovci, sjevernozapadno Gat, te jugoistočno Vinogradci, Gorica Valpovačka i Bocanjevci. Jugozapadno se nalaze Marijanci naselje u istoimenoj općini. Pripadajući poštanski broj je 31554 Belišće, telefonski pozivni 031 i registarska pločica vozila OS (Osijek). Površina katastarske jedinice naselja Tiborjanci je 4,5 km2.

## Stanovništvo
| broj stanovnika | 339   | 352   | 329   | 346   | 400   | 374   | 351   | 334   | 305   | 326   | 368   | 328   | 283   | 318   | 307   | 291   | 218   |
|                 | 1857. | 1869. | 1880. | 1890. | 1900. | 1910. | 1921. | 1931. | 1948. | 1953. | 1961. | 1971. | 1981. | 1991. | 2001. | 2011. | 2021. |

## Poznate osobe
- Josip Stjepanović, hrv. nogometni sudac

## Crkva
U selu se nalazi rimokatolička crkva sv. Mateja koja pripada katoličkoj župi sv. Roka u Veliškovcima i donjomiholjačkom dekanatu Đakovačko-osječke nadbiskupije. Crkveni god (proštenje) ili kirvaj slavi se 21. rujna.

## Kultura
Kulturno umjetničko društvo "Ante Evetović Miroljub" Veliškovci, Gat i Tiborjanci.

## Šport
NK Mladost Tiborjanci natječe se u sklopu 3. ŽNL Liga NS Valpovo. Klub je osnovan 1951.

## Ostalo
U selu djeluje Dobrovoljno vatrogasno društvo Tiborjanci, osnovano 1929.

## Vanjske poveznice
- http://www.belisce.net/